# Ngaran (Kaligesing)
Ngaran is een bestuurslaag in het regentschap Purworejo van de provincie Midden-Java, Indonesië. Ngaran telt 1080 inwoners (volkstelling 2010).